# QuarkXPress
QuarkXPress (иногда просто Quark) — профессиональная компьютерная издательская система.
Позволяет заниматься созданием, редактированием и сложной версткой в режиме WYSIWYG. С момента выхода первой версии в 1987 и по настоящий момент права на QuarkXPress принадлежат Quark Inc. Первая версия работала под управлением Mac OS, последние релизы (QuarkXPress 2018) поддерживают Mac OS X до версии 10.14.x (Mojave) и Windows до версии 10. QuarkXPress поддерживает 22 языка интерфейса и 38 языков проверки орфографии, включая русский (начиная с версии 7.02 — автоматические переносы и проверка орфографии, с версии 7.3 — язык интерфейса).

## История
Первая версия QuarkXPress была выпущена в 1987 году и работала на компьютерах Macintosh; первая версия под Windows появилась в 1992 году. Версия 3.3 для Mac, выпущенная в 1996 году, рассматривалась как стабильная и работающая с шрифтами Adobe Postscript так же легко, как и с шрифтами Apple TrueType.
С первых версий в QuarkXPress был включён интерфейс прикладного программирования «XTension», который позволял сторонним разработчикам создавать свои собственные дополнительные расширения для приложения. Представленный в 1989 году, XTension, наряду с Apple Computer HyperCard, сделал Quark одной из первых программ, работавшей с расширениями, созданными сторонними разработчиками.
В 1990-х годах QuarkXPress приобрел широкую популярность в области профессиональной верстки и полиграфического дизайна благодаря простоте использования, неприхотливости системных требований, поддержке векторных шрифтов и других широко востребованных в отрасли возможностей.
На момент появления своего основного конкурента Adobe InDesign в 1999 году QuarkXPress, несмотря на постоянную критику за высокую стоимость лицензии и довольно долгий период внедрения инноваций, де-факто являлся промышленным стандартом, покрывая около 90 % рынка.
Выпуск пятой версии в 2002 году привел к конфликту с фирмой Apple, поскольку релиз все еще не поддерживал Mac OS X, в то время как Adobe InDesign, выпущенный на той же неделе, поддерживал. Одновременно с этим президент Quark Inc. Фред Эбрахими (англ. Fred Ebrahimi) выступил с резкой критикой платформы Macintosh и отметил, что тем, кто не удовлетворен работой Quark на платформе Mac, стоит попробовать что-нибудь другое.
Вследствие соперничества с InDesign Quark стал сдавать свои позиции и был вынужден предпринять ряд шагов для того, чтобы удержаться на рынке. Версия для Mac OS X была выпущена в 2003 году. В 2004 году Quark начал снижать стоимость лицензии; в 2006 году он стал распространять устаревшую на тот момент версию 5 бесплатно (как приложение к британскому журналу «Computer Shopper»), предполагая таким образом привлечь потребителей к последующей покупке обновленной версии. Несмотря на прежние разногласия, в августе 2006 года Quark выпустил новую версию с поддержкой Mac Intel, обогнав InDesign примерно на 10 месяцев. 
24 июля 2013 года вышла версия QuarkXPress 10.
В апреле 2015 года вышла версия QuarkXPress  2015.
В мае 2016 года вышла версия QuarkXPress  2016.
В мае 2017 года вышла версия QuarkXPress  2017.
В мае 2018 года вышла версия QuarkXPress  2018.

## см. также
- Adobe InDesign
- Microsoft Publisher
- Scribus